# Amorgos
Amorgós (gr. Αμoργός) – wyspa na  Morzu Egejskim, w archipelagu Cyklady, pow. 127 km² położona na wschód od Naksos. 
Leży w administracji zdecentralizowanej Wyspy Egejskie, w regionie Wyspy Egejskie Południowe, w jednostce regionalnej Naksos, w gminie Amorgos. 
W 2011 wyspa liczyła 1973 mieszkańców; dla porównania, w 1961 było ich blisko 2,4 tys. Powierzchnia wyżynna. Dzisiaj główna miejscowość wyspy to Amorgos (Chora), wcześniejszy Kastron. Na wyspie zachowane są pozostałości starożytnych miast Minoa, Arkesine i Aigiale.
Amorgos nazywana jest „wyspą wielkiego błękitu”, na szczytach której możemy odnaleźć kilkanaście nadzwyczajnych klasztorów i monastyrów, w tym wykuty w pionowej skale monastyr Hozoviotissa, liczący obecnie prawie 1000 lat. Dzięki temu, że turystyka na wyspie jest obecna od około 10–15 lat, zachowała ona wiele swych walorów i pozostaje wciąż w dużej części dziewicza.

## Historia
Amorgos został prawdopodobnie skolonizowany przez Kreteńczyków w czasach starożytnych.  W około 630 p.n.e., poeta Semonides opisał samiańską kolonię na Amorgos. W roku 322 p.n.e. u wybrzeży wyspy doszło do bitwy morskiej, w której Macedończycy pokonali flotę ateńską, która raz na zawsze utraciła dominującą pozycję w basenie Morza Egejskiego. W późniejszych wiekach wyspa nosiła wiele nazw, znana była także jako Trypolis czy też jako "Jamurgi" podczas panowania tureckiego w latach 1566-1829.
Bardzo silne trzęsienie ziemi (7,5 w skali Richtera) 9 lipca 1953 spowodowało śmierć 53 osób

## Podział administracyjny
Gmina Amorgos  jest podzielona na następujące okręgi:
- Aigiali
- Amorgos
- Arkesini
- Katapola
- Tholaria
- Vroutsis